# Alexis Rubalcaba
Alexis Rubalcaba Polledo (ur. 9 sierpnia 1972 w Pedro Betancourt, w Matanzas) – kubański amatorski bokser wagi superciężkiej (+91 kg), czterokrotny mistrz kraju, wicemistrz świata (1997), złoty medalista igrzysk panamerykańskich (1999).

## Sportowa kariera
Pierwszy znaczący sukces w seniorskiej karierze osiągnął w 1991 roku, gdy w wieku 18 lat zajął trzecie miejsce na mistrzostwach Kuby. W 1996 roku wywalczył po raz pierwszy mistrzostwo kraju oraz wystąpił na turnieju olimpijskim w Atlancie. W pierwszej walce pokonał Paolo Vidoza przez RSC-H w 1. rundzie, lecz później odpadł w ćwierćfinale, pokonany na punkty przez Paea Wolfgramma (12:17).
W następnym roku obronił tytuł mistrza kraju, tryumfował w Turnieju im. Feliksa Stamma (w finale pokonał przez RSC Henryka Zatykę), a także wystąpił na mistrzostwach świata w Budapeszcie, gdzie zdobył srebrny medal, przegrywając jedynie z Gruzinem Kandelakim (1:4).
W 1999 roku po raz kolejny został mistrzem kraju, a także wywalczył złoty medal na igrzyskach panamerykańskich. Rok później zdobył swoje czwarte mistrzostwo Kuby oraz po raz drugi wystąpił na igrzyskach olimpijskich. Ponownie przegrał w ćwierćfinale na punkty, tym razem z Kazachem Muchtarchanem Dyldäbekowem (12:25).
Sportową karierę zakończył w 2002 roku.

### Osiągnięcia
- 2000: Igrzyska Olimpijskie – 7. miejsce
- 1999: Igrzyska Panamerykańskie – 1. miejsce
- 1998: Igrzyska Dobrej Woli – 2. miejsce
- 1997: Mistrzostwa Świata – 2. miejsce
- 1997: Międzynarodowy Turniej im. Feliksa Stamma – 1. miejsce
- 1996: Igrzyska Olimpijskie – 5. miejsce
- Międzynarodowy Turniej im. Giraldo Córdovy Cardína – 1. miejsce 1996, 1998, 1999
- Mistrzostwa Kuby – 1. miejsce 1996, 1997, 1999, 2000; 2. miejsce 1992; 3. miejsce 1991, 1993, 1995